# Cairo (biblioteca)
Cairo és una biblioteca per a crear gràfics vectorials 2D amb suport per a diferents sistemes de finestres com X11, Quartz, Cocoa o GDI. Està escrit en llenguatge C, és multiplataforma i de codi obert. Permet al gestor de finestres aprofitar l'acceleració del maquinari quan és possible. Pot generar arxius en format PNG, SVG, PDF i PostScript.
Fou integrat al paquet de biblioteques GTK+ per a crear interfícies gràfiques i pot ser emprat per desenvolupadors per a generar programari propi. Entre el programari que també empra Cairo hi ha Mozilla Firefox, WebKit o Mono.